# Pena di morte in Spagna

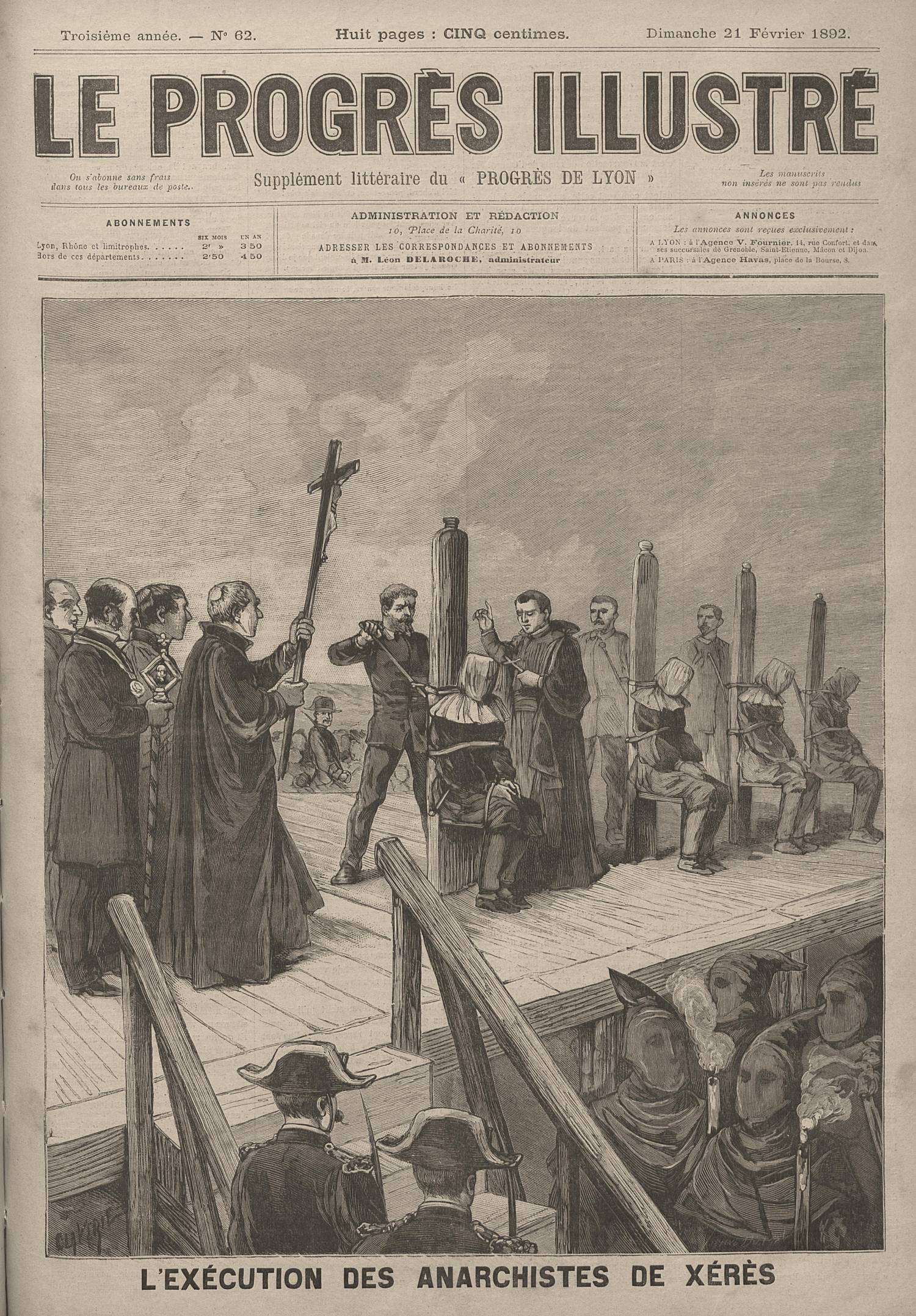
Esecuzione di anarchici a Xeres nel 1892

La pena di morte in Spagna venne applicata ininterrottamente fino al 1932, quando venne abolita in occasione di una riforma del codice penale introdotta durante la Seconda repubblica.
Fu ristabilita nell'ottobre 1934 come pena applicabile a determinati delitti terroristici. Il generale Francisco Franco la ristabilì anche per i reati comuni.
Le condanne, almeno nel XX secolo, venivano eseguite mediante garrota o fucilazione.
La pena capitale venne abolita nel 1978. Le ultime esecuzioni mediante garrota furono quelle di Salvador Puig Antich e Heinz Chez, il 2 marzo 1974, mentre le ultime fucilazioni furono quelle di Ángel Otaegui Echeverría, José Luis Sánchez-Bravo Sollas, Juan Paredes Manot, José Humberto Baena Alonso e Ramón García Sanz, membri dei gruppi armati ETA e FRAP, avvenute il 27 settembre 1975.
Il Regno di Spagna ha ratificato il protocollo n. 13 alla Convenzione europea per la salvaguardia dei diritti dell'uomo e delle libertà fondamentali, relativo all'abolizione della pena di morte in qualsiasi circostanza, stipulato a Vilnius il 3 maggio 2002.